# Geografía de Azerbaiyán

Topografía de Azerbaiyán.

Azerbaiyán es un estado caucásico. Limita al este con el mar Caspio, al norte con Georgia y Rusia, al sur con Irán y al suroeste con Armenia. Una parte de la región de Najicheván limita con Turquía. Tanto el territorio principal como el enclave de Najicheván carecen de litoral.

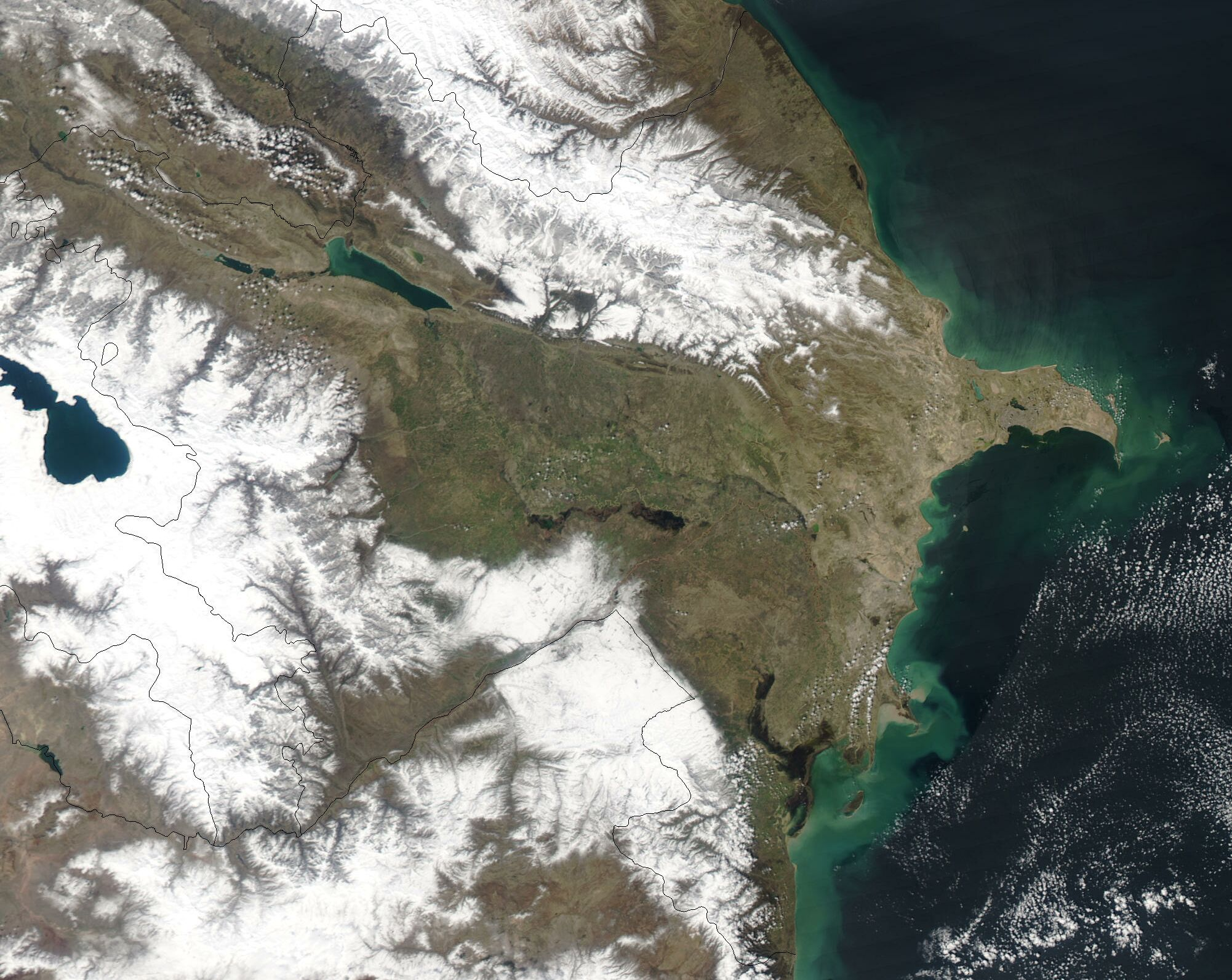
Imagen satélite de Azerbaiyán.

## Geografía física
La superficie de Azerbaiyán es equivalente a la de un país como Portugal, de aproximadamente 86.600 km². Perteneciente a Azerbaiyán, pero separada físicamente de él por la zona meridional de Armenia, se encuentra la república autónoma de Najicheván, que limita además con Turquía e Irán.
Existen también tres pequeños enclaves azeríes dentro de territorio armenio: Karki (enclave de Najicheván), Barjudarli y Yujari Askipara, controlados por las fuerzas armenias desde la primera guerra de Nagorno Karabaj; asimismo, las fuerzas azeríes controlan el enclave armenio de Artsvashen, situado dentro del territorio azerí.

### Relieve
Las tres principales características geográficas son: las orillas del mar Caspio, que forman la línea de costa hacia el este, las montañas de la cadena del Cáucaso al norte, y las llanuras en el centro del país. Al oeste está la tierra alta de Karabaj. Bakú queda en la península de Absherón, que se proyecta en el mar Caspio. El punto más bajo del país se encuentra en el mar Caspio, 28 metros bajo el nivel del mar. Al norte no están solo las montañas del Gran Cáucaso sino también la amplia llanura de Kur-Araz, gran parte de ella por debajo del nivel del mar.
El relieve de Azerbaiyán está condicionado por la cordillera del Cáucaso, que alcanza una altitud de 4.485 m s. n. m. en la montaña Bazardüzü. El norte y el suroeste del país son muy montañosos. Las montañas más altas del Cáucaso Menor forman la frontera sureste.
Al sur de la llanura central está el Cáucaso Menor y al norte, el Gran Cáucaso que sigue hasta el mar Caspio por la península de Abseron.
La mitad de la superficie de Azerbaiyán está constituida por crestas montañosas y mesetas que se elevan 400-500 m a 100-120 m, con algunas excepciones a 800-1000 m, y el resto está formado por planicies y tierras bajas. El 18% del país está bajo el nivel del océano (hasta -28 m), el 24 % oscila entre 0 y 200 m, el 15,5% de 500 a 1000 m, el 19,5% de 1000 a 2000 m, el 6,5% de 2000 a 3000 m y un 1% supera los 3000 m. Solo la parte sudeste del Gran Cáucaso pertenece a Azerbaiyán, donde forma un cresta que va de noroeste a sudeste marcando la frontera primero con Georgia y luego con Daguestán. Hasta el monte Bazardüzü, la parte norte de la cresta pertenece a Daguestán, luego, las dos vertientes pertenecen a Azerbaiyán. La mayor parte de la cresta supera los 3000 m, y en la parte central supera los 4000 en los montes Bazardüzü (4466 m), Tufandagh (4191 m) y Bazaryurd (4126 m). A partir del pico Babadagh (3629 m), la cresta desciende progresivamente y se ensancha. A partir del pico Dubrar (2205), la cresta gira hacia el nordeste en dirección al mar Caspio. Al norte de la cresta principal del Cáucaso hay una cresta paralela que se extiende por Azerbaiyán desde el pico Shahdagh (4243 m) hacia el sudeste hasta la cima del Beshbarmag, de 546 m.
La parte azerbaiyana del Cáucaso menor, al sur del país se compone de varias crestas, entre las que destacan la de Shahdagh, que va desde los 2901 m al noroeste hasta los 3367 m del Hinaldagh, al sudeste, y la cresta de Murovdagh, que culmina en el monte Gamishdagh, de 3724 m.

### Ríos, lagos y costas

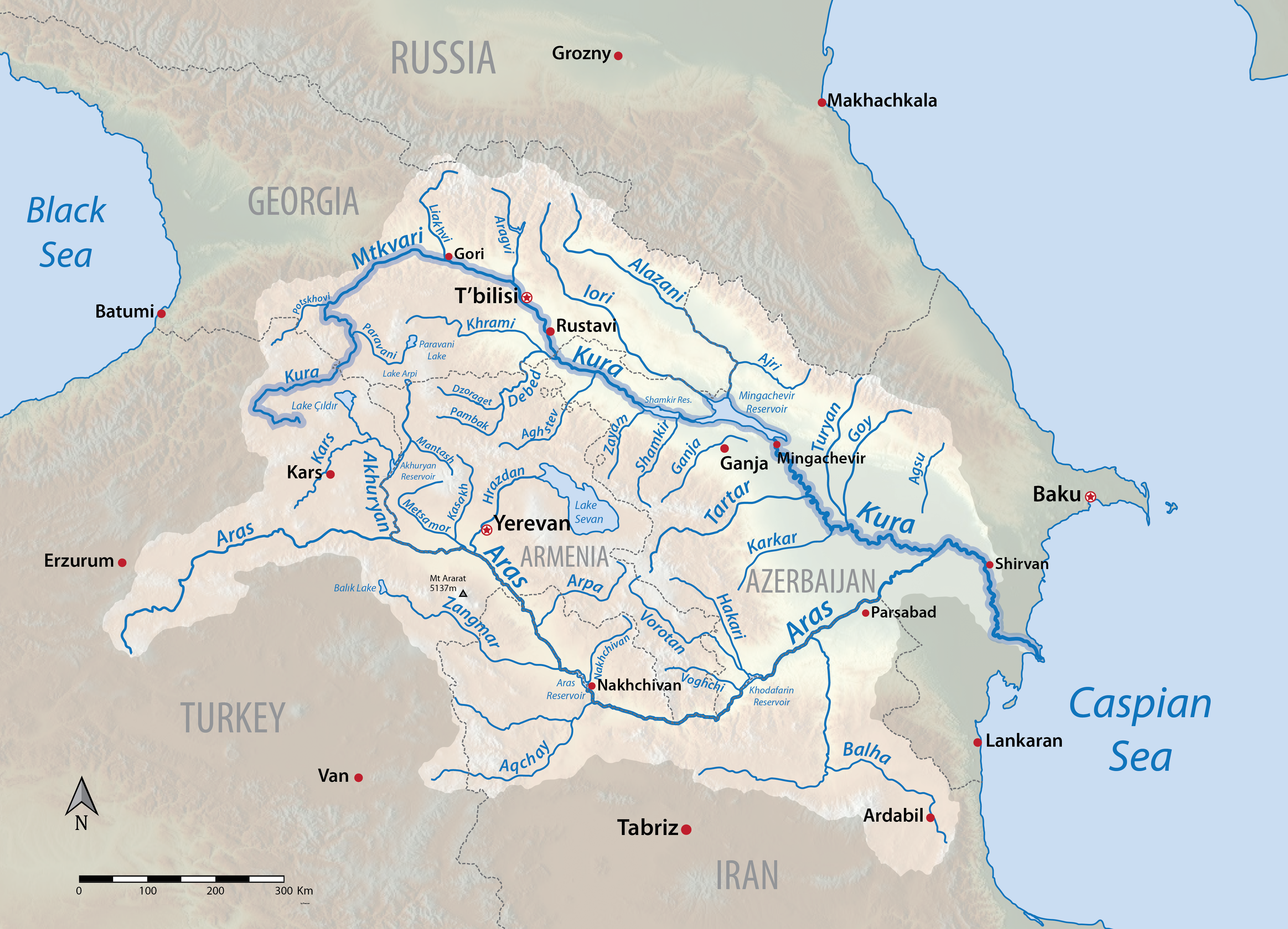
Cuenca hidrográfica de los ríos Aras y Kurá, los más importantes de Azerbaiyán

Hidrológicamente, Azerbaiyán pertenece a la cuenca del mar Caspio en un sistema que ha cambiado con frecuencia a lo largo del tiempo, no solo por la fuerza de la naturaleza, sino también por las canalizaciones y presas.
Hay 8359 ríos en Azerbaiyán, de los cuales 8188 tienen menos de 25 km. Solo 24 tienen más de 100 km, entre ellos, los ríos Kurá, Aras, Alazani, Iori, Samur, Tartar, Turyan, Agstev, Hakari y Vilesh. Los ríos del país se pueden dividir en tres grupos: la cuenca del Kurá, con sus afluentes Ganikh, Gabirri, Turyan, Aghstafa, Shemkir, Terter, Khachin, etc.; la cuenda del Aras, con sus afleuntes Arpachay, Nakhchivan, Okhchu, Hekeri, Kondelenchay, etc., y los ríos que desembocan directamente en el Caspio, Samur, Gudyal, Velvele, Vilesh, Lankaran, etc.
El centro del país está recorrido por el río Kurá. Su principal afluente es el Aras, que forma frontera con Irán. Entre ambos ríos dan lugar a la gran llanura de Kur-Araz. La cuenca del Kurá es más pequeña en Azerbaiyán (86.000 km2), que la del Aras (102.000 km2), sin embargo, en la unión de los dos ríos, el Kurá lleva casi el doble de agua, ya que la cuenca total de este, con sus 1515 km de longitud desde que nace en Turquía, es de 188.000 km2, y la del Aras, que también nace en Turquía, es de 102.000 km2.
Solo la zona meridional es apta para la agricultura, pues la atraviesa el río Kurá, el más largo del país.
En Azerbaiyán hay unos 250 lagos, muchos de ellos pequeños, como Hayigabul, Sarysu, Masazyr y Jandargol. Los hay en las zonas altas y medias de las montañas, como Goygol y Maralgol en la cuenca del Kurekchayy, y los Alagoller Mayor y Menor en la cuenca del río Shamkir. En la península de Absheron hay varios lagos relictos que en verano se secan y vuelven salobres. Hay unos 60 embalses en el país para regular los cauces; los más grandes, Mingechevr, Shamkir, Araz y Serseng se usan para varios propósitos, mientras otros solo se usan para el riego. 
Hay varios glaciares en Azerbaiyán, los principales en el monte Bazarduzu, con una superficie de 3,62 km2, el de Bazaryurd, de 1 km2, el de Tufan, de 0,51 km2 y el de Shahdag, de 1.08 km2, en el Cáucaso mayor, aunque estas extensiones pueden cambiar rápidamente con el cambio climático.

### Vegetación

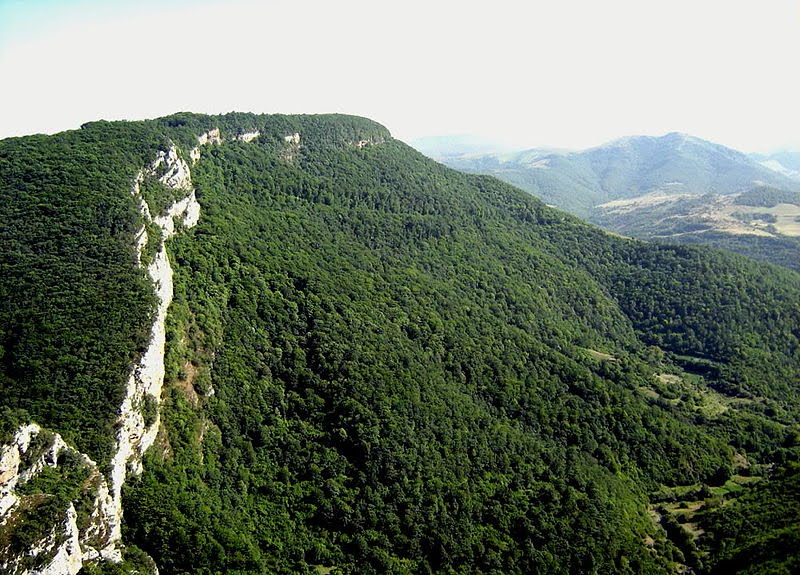
Bosque de Topkhana, en Shusha, Azerbaiyán

En la República se encuentran el 66% de las especies que crecen en el Cáucaso. Algunas son reliquias del terciario, como Parrotia persica, el árbol de la seda, Diospyros lotus, etc. Hay unas 240 especies endémicas. El bosque primigenio antiguo está representado principalmente en Talish, en la costa sudoccidental del mar Caspio entre Azerbaiyán e Irán. El bosque boreal, en las tierras altas de los Cáucasos mayor y menor, y en algunos lugares pequeños del cinturón montañoso. La estepa caucásica, xerófila, y el desierto, se encuentran ampliamente en  las tierras bajas de la llanura de Kur-Araz y en otras zonas a los pies de las colinas. Las especies introducidas son raras. En zonas de la planicie de Kur-Araz, la zona del Caspio, zonas lacustres y pantanosas, hay una vegetación variada. 
En las zonas áridas del Cáucaso menor (Najicheván, Jebrail, Zangilan) y en las estepas del Cáucaso mayor, se encuentran xerófitas como Acantholimon, Juniperus y algunos tipos de pistachos. Entre 1000 y 1500 m de estas zonas áridas crecen especies como la euforbia y la milenrama. Una forma de vegetación conocida como shiblyak está muy extendida en los prados, comprende plantas como el aladierno, Cotoneaster, almendros, el espino de fuego y el peral silvestre.
En el noroeste, en la meseta esteparia y en los bosques del llano de Eldar se encuentra el pino de Eldar o Pinus brutia var. eldarica, una reliquia del Terciario, que convive con una treintena de especies, como el enebro y el pistacho, propios de una vegetación de montaña xerófila. En los bosques mixtos de los valles hay Rhamnus, robles, sauces, Rhus, etc.
En el Cáucaso mayor y menor, entre 600 y 1800 m de altitud, hay bosques caducos dominados por el roble georgiano, el haya oriental, el roble oriental y otros, como el tilo, el carpe y 5 o 6 especies de arces. En estos bosques apenas hay cubierta herbácea, pero en las zonas abiertas hay arbustos como el rododendro, moras, saúcos, y algunos cereales.
Las tierras altas se caracterizan por el roble oriental o caucásico. En las laderas donde hay avalanchas crecen abedules, rododendros y a veces fresnos. Por encima de 1800 m dominan los prados alpinos.

### Clima
En líneas generales, el clima es seco, de estepa semiárida. Oscila entre el subtropical seco en el centro y el este del país y el subtropical húmedo del sureste, templado a lo largo de la costa y frío o continental en las montañas. Bakú tiene un clima templado con temperaturas entre 4 °C en enero a 25 °C en julio. La pluviosidad es escasa, pues el promedio está en 152-254 mm anuales. La agricultura tiene que recurrir a la irrigación. Las precipitaciones más importante tienen lugar en las montañas del Cáucaso y en la región de Lenkoran, en el extremo sureste, donde pasan de los 1000 mm por año de media.
| Parámetros climáticos promedio de Bakú, Azerbaiyán | Parámetros climáticos promedio de Bakú, Azerbaiyán | Parámetros climáticos promedio de Bakú, Azerbaiyán | Parámetros climáticos promedio de Bakú, Azerbaiyán | Parámetros climáticos promedio de Bakú, Azerbaiyán | Parámetros climáticos promedio de Bakú, Azerbaiyán | Parámetros climáticos promedio de Bakú, Azerbaiyán | Parámetros climáticos promedio de Bakú, Azerbaiyán | Parámetros climáticos promedio de Bakú, Azerbaiyán | Parámetros climáticos promedio de Bakú, Azerbaiyán | Parámetros climáticos promedio de Bakú, Azerbaiyán | Parámetros climáticos promedio de Bakú, Azerbaiyán | Parámetros climáticos promedio de Bakú, Azerbaiyán | Parámetros climáticos promedio de Bakú, Azerbaiyán |
| Mes                                                | Ene.                                               | Feb.                                               | Mar.                                               | Abr.                                               | May.                                               | Jun.                                               | Jul.                                               | Ago.                                               | Sep.                                               | Oct.                                               | Nov.                                               | Dic.                                               | Anual                                              |
| -------------------------------------------------- | -------------------------------------------------- | -------------------------------------------------- | -------------------------------------------------- | -------------------------------------------------- | -------------------------------------------------- | -------------------------------------------------- | -------------------------------------------------- | -------------------------------------------------- | -------------------------------------------------- | -------------------------------------------------- | -------------------------------------------------- | -------------------------------------------------- | -------------------------------------------------- |
| Temp. máx. media (°C)                              | 6.6                                                | 6.3                                                | 9.8                                                | 16.4                                               | 22.1                                               | 27.3                                               | 30.6                                               | 29.7                                               | 25.6                                               | 20.1                                               | 13.5                                               | 9.7                                                | 18.1                                               |
| Temp. media (°C)                                   | 4.2                                                | 4.0                                                | 6.3                                                | 12.3                                               | 18.0                                               | 22.8                                               | 26.4                                               | 25.6                                               | 21.8                                               | 16.0                                               | 10.8                                               | 6.6                                                | 14.6                                               |
| Temp. mín. media (°C)                              | 2.1                                                | 2.0                                                | 4.2                                                | 9.4                                                | 14.9                                               | 19.7                                               | 22.2                                               | 22.9                                               | 19.4                                               | 13.6                                               | 8.8                                                | 4.8                                                | 12.0                                               |
| Precipitación total (mm)                           | 21                                                 | 20                                                 | 21                                                 | 18                                                 | 18                                                 | 8                                                  | 2                                                  | 6                                                  | 15                                                 | 25                                                 | 30                                                 | 26                                                 | 192                                                |
| Días de precipitaciones (≥ 1 mm)                   | 6                                                  | 6                                                  | 5                                                  | 4                                                  | 3                                                  | 2                                                  | 1                                                  | 2                                                  | 2                                                  | 6                                                  | 6                                                  | 6                                                  | 49                                                 |
| Fuente: Hong Kong Observatory                      |                                                    |                                                    |                                                    |                                                    |                                                    |                                                    |                                                    |                                                    |                                                    |                                                    |                                                    |                                                    |                                                    |

### Medio ambiente

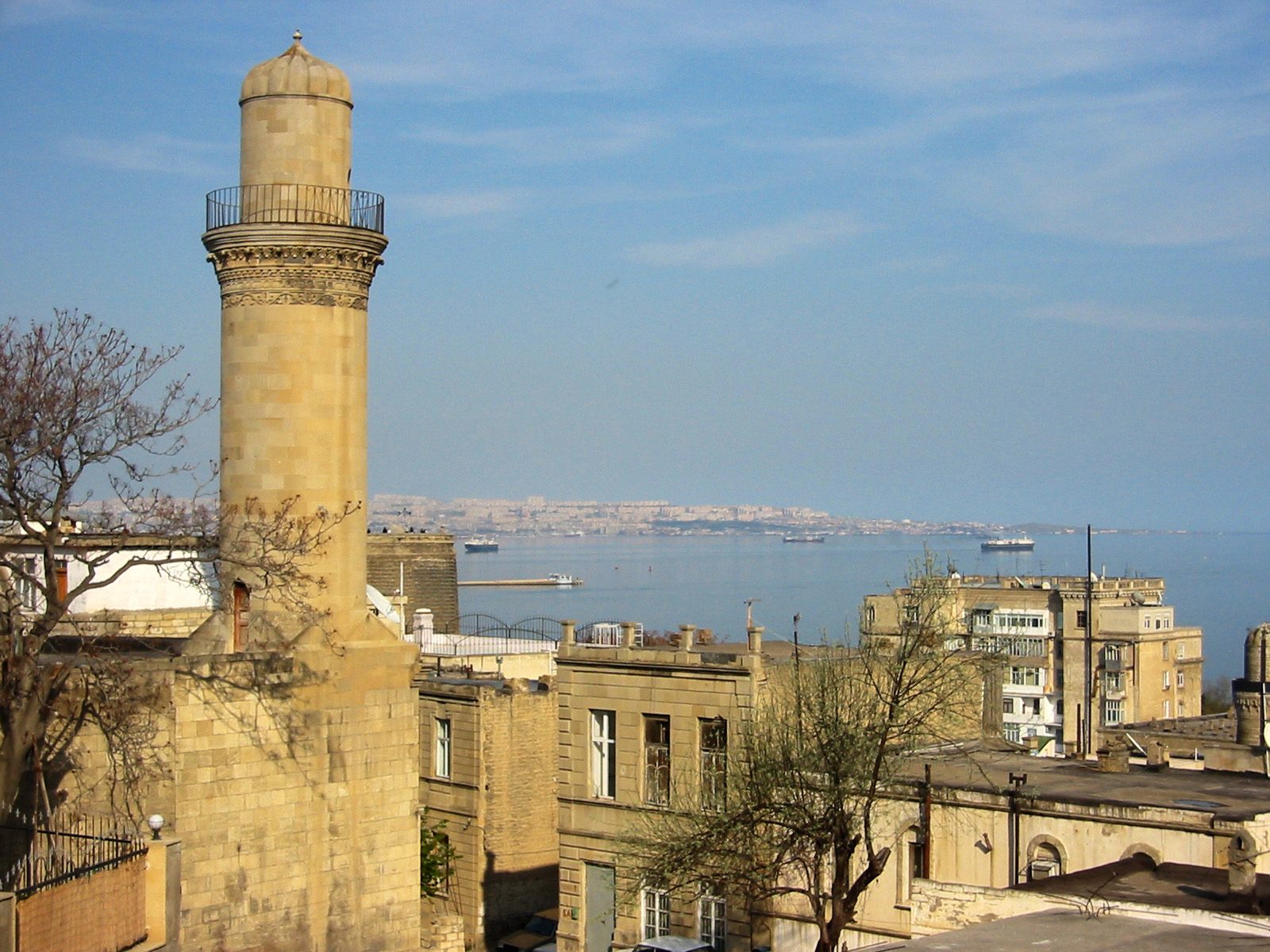
El mar Caspio, visto desde Bakú, Azerbaiyán.

El territorio de Azerbaiyán se encuentra repartido entre los biomas de semidesierto, pradera y bosque templado de frondosas. Según WWF, cuatro ecorregiones están presentes: la mayor parte del país, la llanura situada entre el Gran Cáucaso y el Cáucaso Menor, pertenece a la estepa y semidesierto arbustivo de Azerbaiyán; el extremo sur forma parte del bosque mixto hircano del Caspio, las zonas montañosas del Cáucaso en el norte y el oeste corresponden al bosque mixto del Cáucaso, mientras que el enclave de Najicheván está incluido en la estepa montana de Anatolia oriental. 
99.560 hectáreas están protegidas como humedales de importancia internacional al amparo del Convenio de Ramsar, en dos sitios Ramsar: Goy-Gol y Gizil-Agach. Tiene más de cuarenta áreas protegidas, entre ellas las reservas naturales Ag-Gelskiy, Alty-Agachskiy, Basut-chay, Eller Oyugu, Gara-yazi, Girkan, Ilisu, Ismailli, Gara-gel, Pirguli, Shirvan, Turian-chay y Zakatala. 
El mayor riesgo natural es la sequía. En cuanto a los problemas medioambientales, los científicos locales consideran que la península de Abserón, incluyendo Bakú y Sumgait, y el mar Caspio se encuentra entre las regiones más devastadas ecológicamente del mundo debido a la intensa contaminación del aire, el suelo y el agua. La contaminación del suelo es el resultado de vertidos de petróleo y del uso de pesticidas como el DDT, y de defoliantes tóxicos usados en la producción de algodón.

## Geografía humana

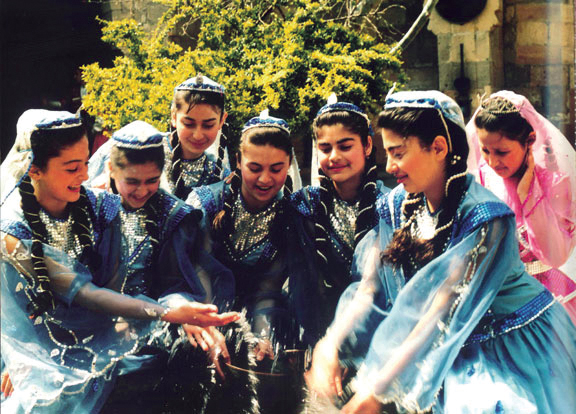
Jóvenes azerbaiyanas.

La población de Azerbaiyán asciende a 10.264.600 (est. julio de 2011), y un 52% de ellos viven en zonas urbanas (2008). Se concentra en el litoral y al pie de las montañas. La densidad de población es de 95,13 habitantes por kilómetro cuadrado.
Los azeríes forman el principal grupo étnico 90,6%, luego hay, además, daguestaníes 2,2%, rusos 1,8%,  y otros, 3,9%, según el censo del año 1999. Casi todos los armenios (1,5% hasta 2023) vivían en la región separatista del Alto Karabaj, hasta que huyeron tras la caída de la república. En cuanto a la religión, los azerbaiyanos son en su mayoría musulmanes chiitas 93,4%, ortodoxos 2,5%, apostólicos armenios 2,3% (hasta 2023), otros, 1,8% (est. de 1995). La afiliación religiosa sigue siendo nominal en Azerbaiyán, los porcentajes de practicantes son muy inferiores. El principal idioma es el azerí, con el 90,3%, aunque hay idiomas minoritarios como el lezgiano 2,2%, el ruso 1,8%, el armenio 1,5% (hasta 2023), y otros, 3,3%, sin especificar 1% (censo de 1999). 
La capital de Azerbaiyán es Bakú, de 2.074.300 hab. (2003). Tiene el mayor puerto del mar Caspio y ha sido durante mucho tiempo cuna de la industria del petróleo. Azerbaiyán se divide administrativamente en:
- 70 "rayones" (rayonlar; rayon - singular): Absherón, Aghyabadi, Agdam,  Agdash, Agstafa, Aghsu, Astara, Balakán, Bardá, Beylagan, Bilasuvar, Dashkasan, Shabran, Fuzuli, Gadabay, Goranboy, Goychay, Hayigabul, Imishli, Ismailli, Yabrayıl, Jalilabad, Kalbayar, Kurdamir, Lachín, Lankaran, Lerik, Masalli, Neftchala, Oghuz, Gabala, Gaj, Gazaj, Gobustán, Guba, Gubadli, Gusar, Saatli, Sabirabad, Salyán, Shaki , Shamaji, Shamkir, Samuj, Siazán , Shusha , Tartar , Tovuz , Uyar, Jachmaz , Goygol, Jizi, Jóyali, Joyavend, Yardimli, Yevlaj, Zangilán, Zagatala, Zardab y Agdara.
- 10 ciudades (saharlar; sahar - singular): Shirvan, Bakú, Ganyá, Lankaran, Mingachevir, Naftalan, Shaki, Sumgait, Jankendi y Yevlaj.
- 1 república autónoma (muxtar respublika): República Autónoma de Najicheván, al otro lado del Zangezur armenio.

## Geografía económica

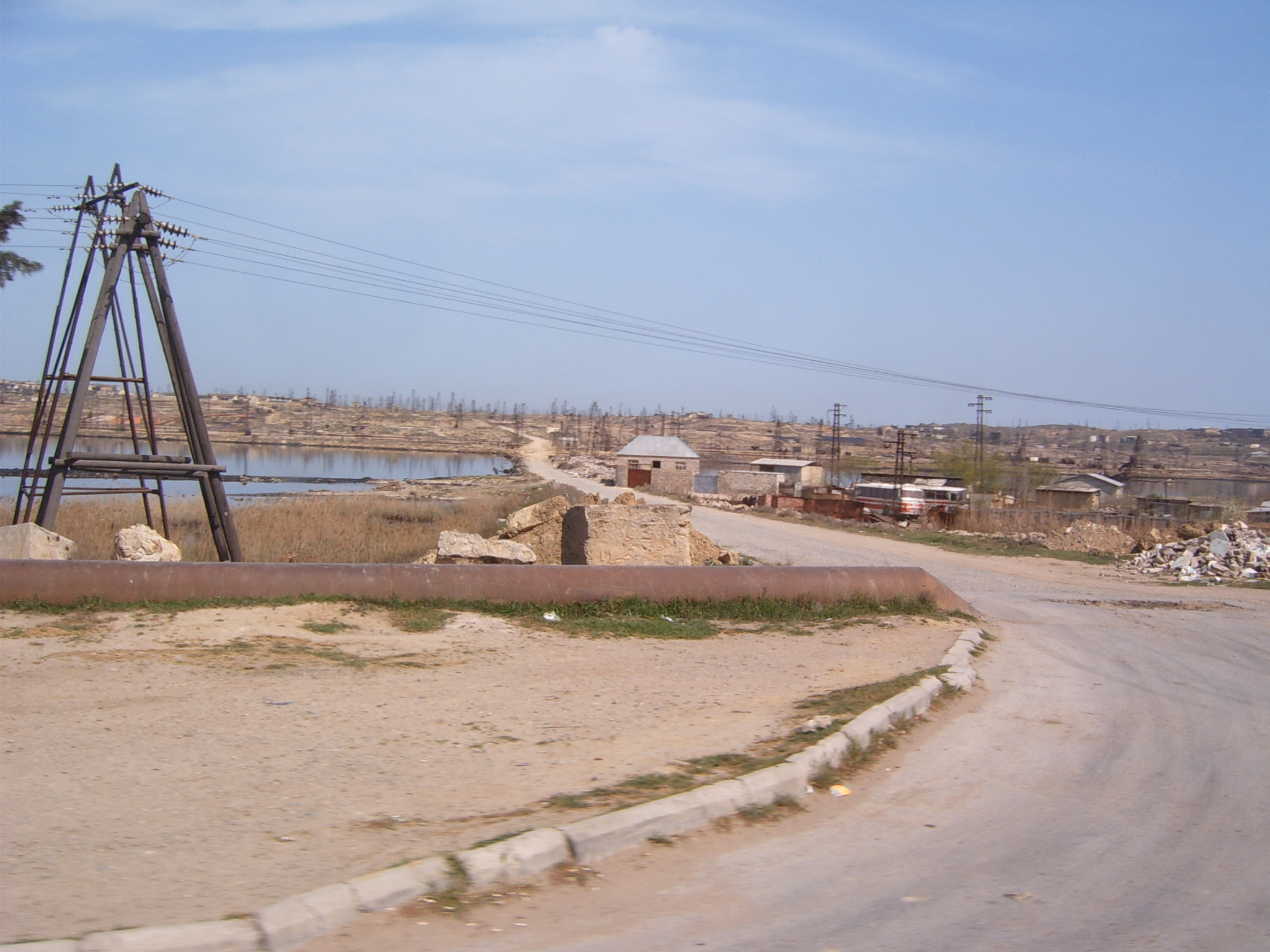
Campo petrolífero en las afueras de Bakú.

En Azerbaiyán el territorio está dividido en siguientes 14 regiones económicas (hasta 2021 fue 10 regiones), las cuales se basan en los indicadores socioeconómicos compartidos por cada zona: Bakú (uno de los principales regiones económicos del país; las industrias principales son industria petrolera, comercio internacional, industria textil, tecnología de información, etc.), Absherón-Khizi (incluye las ciudad de Sumgait – la tercera ciudad más grande de Azerbaiyán), Ganyá-Dashkasan (incluye la ciudad de Ganyá – la segunda ciudad más grande de Azerbaiyán), Shaki-Zagatala, Lankaran-Astara (la industria principal es la industria alimentaria), Guba-Jachmaz (la industria principale es actividades agropecuarias), Aran Central (la mayor región económica del país), Karabaj, Zangezur Oriental, Shirvan montañosa, Najicheván (incluye todo territorio de la República Autónoma de Najicheván), Gazaj-Tovuz, Mil-Mughan y Shirvan-Salyan.
Los principales recursos naturales de Azerbaiyán son minerales y combustibles: petróleo, gas natural, mineral ferroso, metales no ferrosos y bauxita. Solo la zona meridional es apta para la agricultura. Debido a la escasez de precipitaciones, la agricultura se basa en el regadío. La tierra arable representa el 20,62 % del uso de la tierra. A cosechas permanentes se dedica el 2,61% y a otros el 76,77% (2005). El regadío abarca 14.550 kilómetros cuadrados (2003). 
La composición del PIB por sector es: agricultura 5,8%, industria 60,5% y servicios 33,7% (est. 2009). La agricultura emplea al 39,3% de la población activa, la industria el 12,1%y los servicios el 48,6% (2005).
La producción petrolífera de Azerbaiyán ha aumentado radicalmente desde 1997, cuando Azerbaiyán firmó el primer acuerdo de compartir la explotación de la producción (PSA) con la Compañía operativa internacional de Azerbaiyán. Las exportaciones de petróleo por el oleoducto Bakú-Tiflis-Ceyhan siguen siendo el principal  producto de la economía, mientras se hacen esfuerzos por impulsar la producción de gas. El alto crecimiento azerbaiyano durante el período 2006-08 se debió a grandes y crecientes exportaciones de petróleo, pero algunos sectores no dedicados a la exportación también alcanzaron un crecimiento de dos dígitos, impulsados por el crecimiento en la construcción, la banca y el sector inmobiliario. En 2009, el crecimiento bajó alrededor de un 3% al moderarse los precios del petróleo y detenerse el crecimiento en el sextor de la construcción. La economía de Azerbaiyán depende en gran medida de las exportaciones energéticas y discretas tentativas de diversificar su economía. Sin embargo, Azerbaiyán ha hecho solo progresos limitados a la hora de establecer reformas hacia una economía de mercado. 
El comercio con Rusia y las otras ex repúblicas soviéticas está decayendo en importancia, mientras que se está desarrollando el comercio con Turquía y las naciones europeas. 
Los principales productos agrícolas son: algodón, grano, arroz, uvas, fruta, verduras, té y tabaco. Hay ganadería bovina, suaria, ovina y caprina. En cuanto a los productos industriales, cabe citar: petróleo y gas natural, productos de petróleo, equipo de yacimiento petrolífero; acero, mineral de hierro; cemento; sustancias químicas y productos petroquímicos e industria textil.

## Áreas protegidas de Azerbaiyán

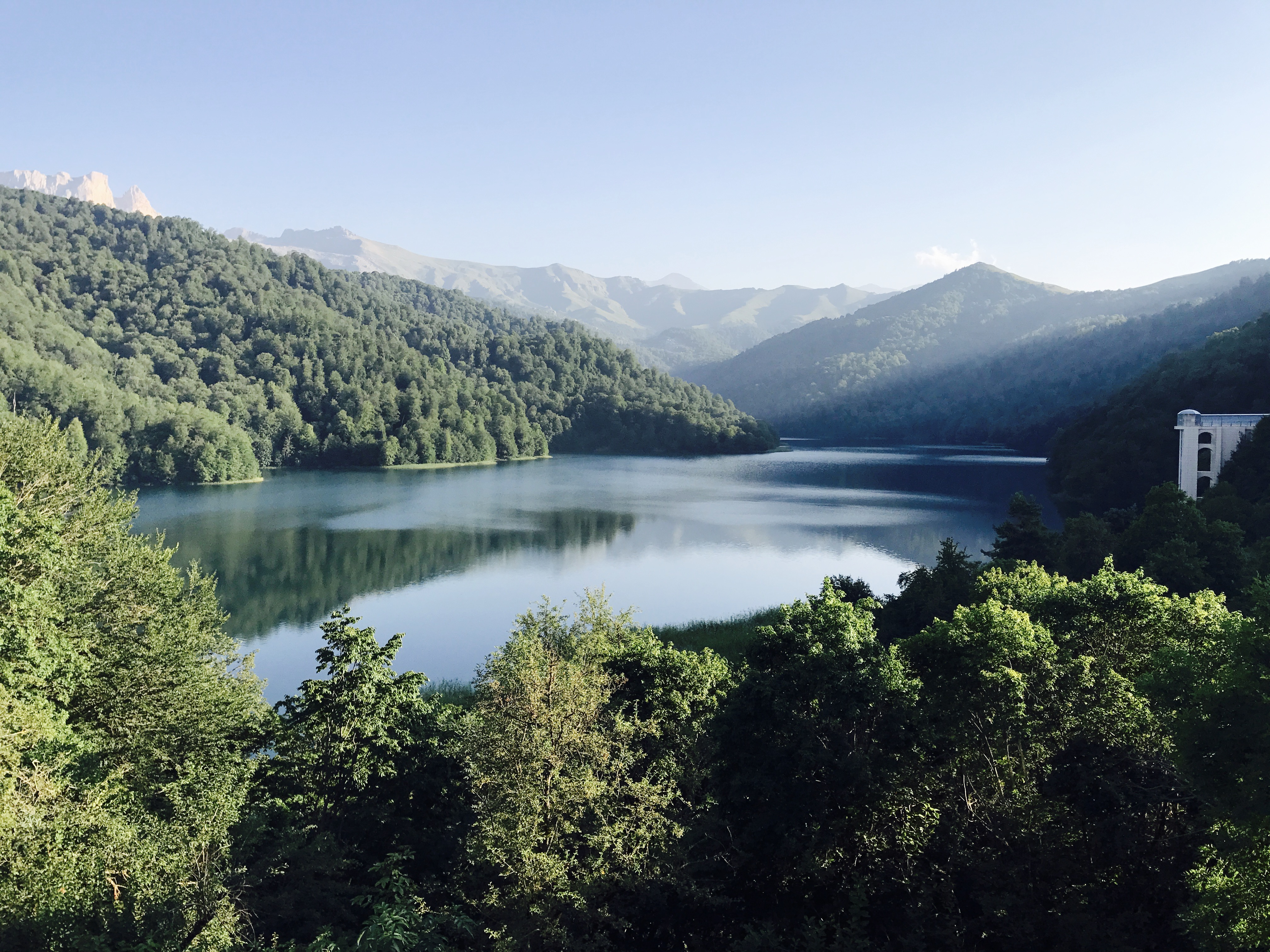
Parque nacional de Göygöl

Según la IUCN, en Azerbaiyán hay 37 áreas protegidas, de las cuales 9 son parques nacionales, 8 son reservas naturales estatales y 18 son santuarios naturales estatales. Además, hay 2 sitios Ramsar. En 2008, esto representaba el 10,3 por ciento de la superficie del país, unos 3105 km2, antes de la adición del Parque nacional de Samur-Yalama, en 2012, con 117 km2. En una lista del Ministerio de Ecología y Recursos naturales, aparecen 9 parques nacionales, 11 reservas naturales estatales y 24 santuarios naturales estatales.
En Azerbaiyán se dan nueve zonas climáticas con unas 4500 especies de plantas, 240 de las cuales son endémicas y relictas, así como 140 son raras y están en peligro. La fauna incluye 107 mamíferos, 394 aves, 65 reptiles, 9 anfibios, 14.000 insectos y unos 108 peces.
Las primeras reservas se establecieron en la década de 1930 en Goygol, Zagatala y Gizilaghaj. Las leyes de protección de la naturaleza se establecieron en 1969.

#### Parques nacionales
- Parque nacional de Goygol
- Parque nacional Zangezur
- Parque nacional Aggol
- Parque nacional Absheron
- Parque nacional Shirvan
- Parque nacional Girkan
- Parque nacional Altiaghach
- Parque nacional Shahdag
- Parque nacional de Samur-Yalama

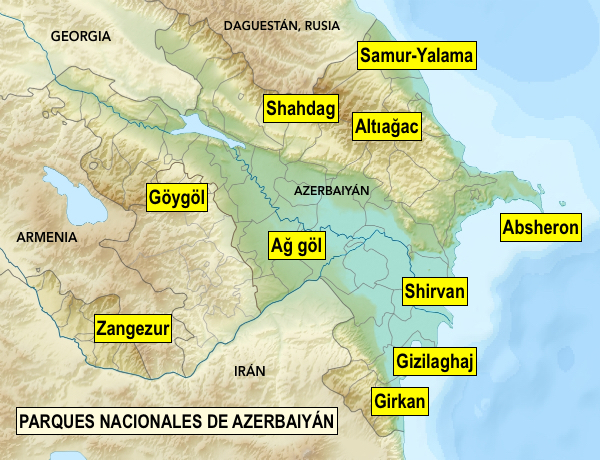
Parques nacionales de Azerbaiyán

- Parque nacional de Gizilaghaj, creado en 2018, es el más reciente.